# Sable volcanique
Le sable volcanique est un type de sable dont les grains proviennent de l'érosion d'une roche volcanique telle une coulée de lave.
Il peut former des plages de sable de couleur généralement noire, parfois verte ou rouge en cas de présence d'olivine ou de basalte oxydé.

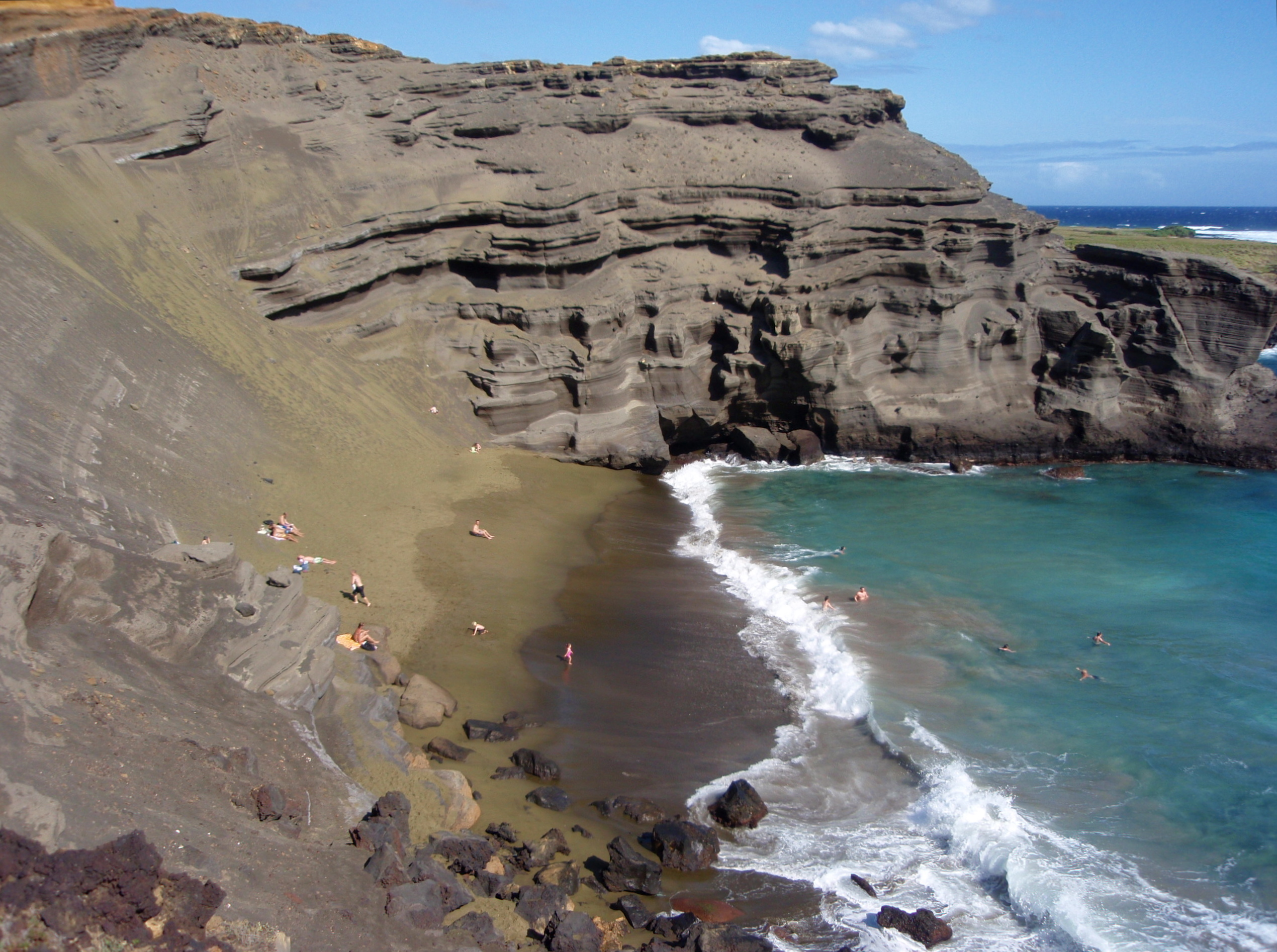
Vue de la plage de Papakōlea à Hawaï formée de sable d'olivine qui lui donne sa teinte verte.